# Lene Høne Barn
|  | Denne artikel er oprettet af botten Steenthbot ud fra en ekstern database. Den kan derfor have sproglige fejl eller mangler. Denne skabelon kan fjernes efter kontrol af indholdet. |

Lene Høne Barn er en dansk animationsfilm fra 1981 instrueret af Leif Larsen efter eget manuskript.

## Handling
En filmisk leg med form og farve og musik ud fra en skitsepræget handling. Et æg bliver ruget ud, og en kylling siger goddag til en ny verden med store og små dramaer. Egnet til børn fra 2 år.